# Johann Ernst May
Johann Ernst May (* 1785 in Ostpreußen; † 24. November 1861 in Danzig) war ein preußischer Generalmajor und Kommandeur der 6. Landwehr-Brigade.

## Leben

### Herkunft
Seine Eltern waren der preußische Leutnant a. D. Johann David May und dessen Ehefrau Marie, geborene Empacher.

### Militärkarriere
May trat im Jahr 1800 als Gefreitenkorporal in das Füsilierbataillon Nr. 23 der Preußischen Armee ein und avancierte bis Ende November 1803 zum Sekondeleutnant. Im Vierten Koalitionskrieg nahm er an den Gefechten bei Schirmana, Weichselmünde und Walters sowie dem vergeblichen Entsatz von Danzig teil. Für Braunsberg erhielt May eine Belobigung.
Nach dem Krieg kam May am 22. Januar 1808 in das Ostpreußische Infanterie-Regiment. Im Feldzug von 1812 kämpfte er bei Czibos, Lapinos und Grozno Am 13. Juli 1813 wurde er zum Premierleutnant befördert. Während der Befreiungskriege kämpfte er bei den Belagerungen von Magdeburg, Wittenberg und Soissons. Bei Leipzig erhielt er den Orden des Heiligen Wladimir IV. Klasse und von preußischer Seite eine Belobigung, außerdem befand er sich beim Gefecht in Düren. Am 31. Mai 1814 wurde er zum Stabskapitän befördert.
Nach dem Krieg stieg May Anfang April 1816 zum Kapitän und Kompaniechef auf. Am 30. März 1829 kam er als Major und Kommandeur in das II. Bataillon des 19. Landwehr-Regiments und von dort am 14. Dezember 1833 als Kommandeur in das Füsilier-Bataillon des 18. Infanterie-Regiments. In dieser Stellung Ende März 1840 zum Oberstleutnant befördert, wurde May am 25. März 1841 zunächst mit der Führung des 4. Infanterie-Regiments beauftragt und am 13. Januar 1842 zum Regimentskommandeur ernannt. Am 30. März 1842 wurde er mit Patent vom 7. April 1842 zum Oberst befördert. Von dort kam er am 27. März 1847 als Kommandeur in die 6. Infanterie-Brigade und wurde am 3. April 1847 dem 4. Infanterie-Regiment aggregiert. Am 10. Mai 1848 erhielt er seine Beförderung zum Generalmajor, bevor er am 5. Mai 1849 als Kommandant nach Torgau versetzt wurde, aber schon am 15. September 1849 kam er als Kommandeur in die 6. Landwehr-Brigade. Unter Verleihung des Roten Adlerordens II. Klasse mit Eichenlaub erhielt May am 13. November 1849 seine Abschied mit Pension. Er starb am 24. November 1861 in Danzig.